# Richard Greil
Richard F. Greil (* 27. Dezember 1957 in Salzburg) ist ein österreichischer Internist. Zu seinen Schwerpunkten gehört die internistisch-onkologische Behandlung von Brustkrebs.
Er war von 2004 bis 2024 Vorstand der Universitätsklinik für Innere Medizin III mit Hämatologie, Internistischer Onkologie, Hämostaseologie, Infektiologie und Rheumatologie am Landeskrankenhaus Salzburg.

## Leben
Richard Greil maturierte am Akademischen Gymnasium Salzburg mit ausgezeichnetem Erfolg. Von 1976 bis 1983 absolvierte er ein Studium der Humanmedizin an der Leopold-Franzens-Universität Innsbruck.
Er wurde 1983 „Sub auspiciis praesidentis rei publicae Austria“ promoviert und 1997 zum außerordentlichen Universitätsprofessor an der Universität Innsbruck ernannt, nachdem er zuvor die Facharztausbildung zum Internisten, die Habilitation und die Additivfachausbildung zum Hämatoonkologen durchlaufen hatte. Die Literatur- und Zitationsdatenbank Scopus führt ihn als Autor beziehungsweise Mitautor von 676 Fachpublikationen und schreibt ihm einen h-Index von 89 zu (Stand: 2024).
Greil gilt als österreichischer Vorreiter bei der Anwendung der PIPAC-Methode und gilt als der renommiertester Onkologe Österreichs.
Seit 2022 ist er Träger des Großen Silbernen Ehrenzeichens für Verdienste um die Republik Österreich.
Greil ist mit der Ärztin Sigrun Greil-Ressler verheiratet, die an seiner Klinik nach der Facharztausbildung habilitiert und Oberärztin wurde. Sie gilt ebenfalls als Brustkrebsexpertin.

## Auszeichnungen
- 2024: Ehrenzeichen des Landes Salzburg[6][7]